# Stecklenberg
Stecklenberg is een plaats en voormalige gemeente in de Duitse deelstaat Saksen-Anhalt, en maakt deel uit van de Landkreis Harz.
Stecklenberg telt 663 inwoners.